# Sit
Sit (de l'anglès sit, cadira) o també Sit o els increïbles homes cadira és una obra de teatre del grup Tricicle (format per Joan Gràcia, Paco Mir i Carles Sans). Fou estrenada al Teatre Principal d'Alacant el 10 de maig de 2002. Després d'una gira per Elx, Gijón, Oviedo, Pamplona, Logronyo, Vitòria i Bilbao, el 5 de novembre es va estrenar al Teatre Victòria de Barcelona, on el 12 d'abril de 2003 l'havien vist 140.000 espectadors. Després d'una gira mundial el febrer del 2006 es va tornar a representar al Teatre Victòria de Barcelona

## Aspectes tècnics
Aquesta és una de les produccions més ambicioses de Tricicle. Amb aquesta finalitat encarregaren la part musical a Pere Bardají i Balanzat, el vestuari a l'Anna Güell, l'escenografia a Lluc Castells i el so a Jordi Ballvé.

## Argument
En realitat no hi ha història, ni tema ni conflicte. Només hi ha reflexions i sortides sorprenents al voltant de la cadira pels seus inventors, la família Chairwood. El resultat és un conjunt d'esquetxos amb la cadira com a fil conductor, després d'haver-se convertit en un objecte de múltiples usos i possibilitats gràcies a la imaginació; fins i tot en una excusa per a bromes absurdes, que podrien situar-se en una proposta el títol de la qual al·ludeix a la taula.

## Premis
Tricle va guanyar novament el Fotogramas de Plata 2002 al millor actor de teatre.